# Тарусов, Борис Николаевич
Борис Николаевич Тарусов (7 декабря 1900, Петроков, Петроковская губерния, Царство Польское, Российская Империя — 18 августа 1977 Москва) — советский биофизик, доктор биологических наук, профессор, член КПСС, лауреат Государственной Премии СССР (1983) посмертно.

## Биография
Родился 7 декабря 1900 году в Петрокове (ныне Пётркув-Трыбунальски, Польша), его родители работали учителями. Окончив среднюю школу, с 1920 по 1923 год учился в Одесском национальном университете имени И. И. Мечникова в биологическом отделении. С 1931 по 1935 год старший научный сотрудник Института биохимии имени А. Н. Баха РАН. В 1938 году Б. Н. Тарусов защитил докторскую диссертацию «Кинетика первичной воспалительной реакции». С 1939 заведующий а затем заместитель директора Института патологии и терапии интоксикации АМН СССР. Участник противовоздушной обороны Москвы в годы Великой Отечественной войны, Б. Н. Тарусов параллельно изучал взаимодействия токсинов с протоплазмой клеток, также работал над созданием протекторов против иприта.
1953—1954 год заведующий лабораторией биофизики Института биофизики АМН СССР. В 1953 году основал на биологическом факультете МГУ первую в стране кафедру биофизики биолого-почвенного факультета которую возглавлял всю жизнь. По его собственному желанию кафедрой стал заведовать один из его учеников А. Б. Рубин. Был членом редколлегии журналов Биофизика и Радиобиология, избран канцлером Международного комитета по радиационным исследованиям, также в ходил в состав Международной комиссии по биофизическому образованию, председатель биофизики радиобиологии Научно-технического совета, почётный доктор естественных наук Берлинского университета имени Гумбольдта. Посмертно был награждён Государственной Премией СССР за цикл работ «Физико-химические механизмы свободнорадикального и перекисного окисления липидов в биологических мембранах» 1954—1981 годов.
Умер Б. Н. Тарусов 18 сентября 1977 года, похоронен в Москве на Николо-Архангельском кладбище.

## Научная деятельность
Автор 250 научных работ, 8 монографий и учебных руководств. Работал в области физических и физико-химических закономерностей течения биологических процессов, механизмов, адаптации и вопросам радиационной биофизики. Им была создана теория протекания цепных реакции липидов и показал их роль в нормальной жизнедеятельности организмов и развитии патологических процессов.
Тарусов продемонстрировал значимость системы антиоксидантов в регулировании биологических процессов. Обнаружил и изучил сверхслабое свечение растений и тканей животных в видимой области спектра.

## Награды
- Государственная Премия СССР (1983);
- Орден Трудового Красного Знамени (дважды).

## Основные работы
книги
- Тарусов Б. Н. Основы биологического действия радиоактивных излучений. — М.: Государственное издательство медицинской литературы, 1954. — 137 с. — (Основы действия радиоактивного излучения).
- Тарусов Б. Н. Первичные процессы лучевого поражения. — М., 1962.
- Тарусов Б. Н. Роль липидных систем в механизме канцерогенеза. — М., 1970. — Т. 32. — 214-218 с. — (Труды МОИП. Физико-химические механизмы злокачественного роста).
- Тарусов Б. Н., Веселовский В. А. Сверхслабые свечения растений и их прикладное значение. — М.: Издательство МГУ, 1978. — 151 с.
- Тарусов Б. Н. Основы биофизики и биофизической химии ч. 1, 1960

сочинения
- Электропроводность как метод определения жизнеспособности тканей, Арх. биол. наук, т. 53, в. 2, с. 178, 1938.
- Кинетика первичной воспалительной реакции, дисс., М., 1940.
- Основы биологического действия радиоактивных излучений, М., 1955.
- Основы биофизики и биофизической химии, М., 1960.
- Первичные процессы лучевого поражения, М., 1962.
- Сверхслабое свечение биологических систем, М., 1967.
- Авторегуляторная роль антиоксидантов при адаптации организмов к условиям внешней среды, Биофизика, т. 15, в. 2, с. 324, 1970.
- Современное состояние биофизики, Молекулярная биофизика, Клеточная биофизика, в кг.: История биол. с начала 20-ог века до наших дней, под ред. Бляхера Л. Я., с. 285, 468, М., 1975.
- Окислительные свободнорадикальные процессы и биоантиоксиданты при канцерогенезе, в кг.: Эмануэль Н. М. и др. Биофизика рака, с. 107, Киев, К., 1976.
- Сверхслабое свечение растений и их прикладное значение, М., 1978 (совм. с Веселовским В. А.).